# Пошукова машина
Пошуко́ва маши́на — програмно-апаратний комплекс, який складається з сервера, на якому встановлений і виконується пошуко́вий руші́й (англ. search engine). Пошукова машина забезпечує функціональність пошукової системи, здійснює автоматизацію пошуку в комп'ютерній мережі і паралельно виконує оперативне оновлення інформації у своїй базі даних без участі людей.

## Складові елементи
Пошуковий рушій використовує такі основні програмні складові:
- Spider («павук») — переміщається по знайденим документам, детально їх аналізує, завантажує в базу даних пошукової машини відібрані частини документів.
- Crawler («черв'як») — відшукує у документах всі посилання на інші документи, які передаються «павуку» для подальшого переміщення.
- Indexer (індексатор) — здійснює виділення і фіксацію частки документу, який був використаний (заголовки, посилання, текст), аналізує їх для подальшого форматування, визначає як часто використовуються слова.
- Database (база даних) — збирає всі дані, які пошукова машина має у своєму складі і здійснює їх постійне оновлення, аналізує їх, порівнюючи із запитом.
- Results (видача результатів) — здійснює відбір отриманих даних, які відповідають введеним при запиті ключовим словам.

## Запити і результати пошуку
При роботі з пошуковою машиною користувач вводить ключові слова (запит). Пошукова машина проводить аналіз своєї бази даних, здійснює за певними алгоритмами релевантності відбір документів і формує з них відповідний список знайдених сторінок. Ці алгоритми є базою роботи пошукових машин, їх деталі авторами не розголошуються. Внаслідок того, що в різних пошукових машин свої бази даних і алгоритми, результати пошуку за їх допомогою для одного й того ж запиту — будуть різні. Тому для повноти пошуку рекомендується використовувати декілька різних пошукових машин.
Результат пошуку залежить від того, як задається запит. У деяких випадках пошукова машина може видавати документи, які за змістом не мають ніякого відношення до запиту. Такі результати не будуть релевантними. Крім релевантності від пошукової машини може вимагатися, щоб результати пошуку були «повними» (коли нічого не втрачено) та «точними» (якщо не знайдено нічого зайвого).

## Ефективність роботи
Якість роботи пошукової машини залежить від того наскільки оперативно будуть працювати «павуки», через яких здійснюється оновлення бази даних. У випадку, якщо документ не попав до бази даних, то він ніколи не буде знайдений пошуковою машиною.
Швидкість та повнота пошуку залежить від швидкодії комп'ютера-сервера та організації структури бази даних.

## Інтернет і пошукові машини
Виникнення Інтернету супроводжувалося розвитком пошукових машин. Першою такою машиною, що стала індексувати сайти, у 1993 став Wandex. Згодом почали створюватися та розвиватися інші системи, що мали пошукові машини. Вони здійснюють як загальний пошук, так спеціалізовані.
Пошукові машині не здійснюють повний пошук всього того, що знаходиться у всесвітній мережі. За різними оцінками індексується від 20 % до 50 % цих даних. Це пов'язано з тим, що деякі сторінки швидко змінюються (наприклад прайси магазинів, сторінки, що генеруються за запитом), сторінки які не вводилася в форму додавання сайту і при цьому на них не ведуть ніякі посилання. Пошукові машини не індексують сторінки, що складаються з документів у таких форматах, які не підтримуються пошуковими машинами (наприклад тільки зображення). Для індексації можуть бути недоступним вміст баз даних, сторінок захищених паролем.
Для пошуку недоступні закриті дані серверів корпорацій, урядових закладів, дослідницьких центрів, університетів і т. д., які об'єднані у локальні мережі (Інтранет).